# Tropaeolum fintelmannii
Tropaeolum fintelmannii là một loài thực vật có hoa trong họ Tropaeolaceae. Loài này được Schltdl. miêu tả khoa học đầu tiên năm 1850.